# Hueypoxtla (kommun)
Hueypoxtla är en kommun i Mexiko. Den ligger i nordligaste delen av delstaten Mexiko och cirka 60 km norr om huvudstaden Mexico City. Den administrativa huvudorten i kommunen är Hueypoxtla, med 3 989 invånare år 2010. 
Kommunen hade sammanlagt 39 864 invånare vid folkräkningen 2010 och kommunens area är 233,91 kvadratkilometer. Hueypoxtla tillhör regionen Zumpango.
Kommunpresident sedan 2016 är Adrián Reyes Oropeza från Partido Revolucionario Institucional (PRI).

## Orter
De fem största samhällena i Hueypoxtla var enligt följande vid folkräkningen 2010.
1. Santa María Ajoloapan, 9 185 invånare.
2. Jilotzingo, 8 523 invånare.
3. San Francisco Zacacalco, 7 420 invånare.
4. Hueypoxtla, 3 989 invånare.
5. Nopala, 2 539 invånare.